# دانیله پروچ
دانیله پروچ (انگلیسی: Daniele Proch؛ زادهٔ ۸ نوامبر ۱۹۹۶) بازیکن فوتبال اهل ایتالیا است.